# Millvina Dean
Elizabeth Gladys Millvina Dean (født 2. februar 1912 i London, død 31. maj 2009 i Ashurst, Hampshire) var den sidste overlevende fra RMS Titanics forlis, der fandt sted 15. april 1912. Milvina Dean var dengang ti uger gammel og var dermed også skibets yngste passager.
Dean var om bord på skibet sammen med sine forældre. Familien emigrerede til Wichita, Kansas, hvor hendes far skulle åbne en tobaksforretning. Egentlig skulle familien Dean have været med et andet skib, men blev overflyttet til Titanic grundet en kulstrejke. Millvinas far omkom under forliset, mens hun selv, hendes mor og bror alle overlevede.